# Синезије Киренски
Синезије или Синесије Киренски,  (старогрчки Συνεσιος; 370/375, Кирена - 413/414, Александрија) је хришћански теолог, неоплатонистички филозоф, представник александријске школе неоплатонизма, ученик Хипатије; епископ Птолемејски.

## Биографија
Синезије, као Грк племенитог порекла, био је поносан на своје племените претке и водио је своју породицу до Херкула. Године 393-397, заједно са својим братом Евпотијем, учио је у Александрији код чувене Хипатије, у то време научника александријске школе (године Синесијевог боравка у Александрији биле су врхунац Хипатијине делатности).
Синезије је очигледно био енергична јавна личност. Вративши се у отаџбину, 397. године изабран је за шефа посланства у Цариграду код цара Аркадија са мисијом да смањи порезе у Кирени и заштити је од номадских племена. Синезије је искористио три бурне године (397-400) проведене у Цариграду за проучавање књижевности (између осталог, саставио је чувени апел цару „О краљевској моћи“, који је садржао савете о томе шта треба да ради мудар владар и смео изјава да главна ствар Царев задатак треба да буде рат против корупције).
Године 402. Синезије је посетио Атину, али је отишао разочаран, пошто није нашао учитеље од којих би могао да учи. До тог времена, Синесијева популарност у његовој домовини је порасла до те мере да су га 409/410. године становници и свештенство Птоломеје изабрали за епископа. То се догодило још пре Синесијевог крштења и објашњава се чињеницом да је у тим данима пропасти паганства црква имала не само верске, већ и друштвене, па чак и политичке функције. Могуће је да је Синесије крштен истовремено са уздизањем на место епископа.
Синесије је умро 413. или 414. године, пошто је био епископ не више од 4 године. Своју рану смрт објашњава породичним недаћама, прераном смрћу чланова породице и сопственом, данас непознатом, тешком и неизлечивом болешћу.
Извори извештавају о високом моралном карактеру Синесија, његовој склоности ка самоћи и његовим сталним проучавањима „филозофије узвишеног типа“ и наука. О његовом научном интересовању сведочи писмо Хипатији (у овом писму се први пут помиње хидрометар), један од првих сачуваних описа астролаба, као и рад на алхемији у виду коментара о псеудо-Демокриту. Неоплатонска филозофија Синесија била је прелазног, паганско-хришћанског карактера.

## Књижевни рад
Синезије је оставио химне (10), писма (159) и говоре црквено-политичке природе. Првих седам песама Синесије је написао још пре избора за епископа.
Химна 9 најближа је паганском неоплатонизму. Овде се разликују две монаде; једно превазилази све и недоступно је било каквој подели, друго је подељено на три тачке које имају мало заједничког са хришћанским учењем о Тројству. Не постоје појмови као што су, на пример,„логос“, док је трећи принцип окарактерисан као „душа космоса“. Последња карактеристика има „нарочито пагански” карактер, будући да хришћанско учење о Светом Духу није учење о космичкој души, већ о једном од аспеката предкосмичког божанства – личности.
У Химни 5 пантеистичко тројство неоплатонизма је окарактерисано хришћанском (тријадолошком) терминологијом. Први принцип се зове Отац, други – Син и трећи – Свети Дух. Чини се да неоплатонски израз „нос“ такође карактерише други принцип.
Химна 1 представља доктрину о непротивуречности тројства са јединством (одјек одговарајућих спорова у Синезијево време). Неопходно је и као чисто хришћанско учење сматрати доказ у овој химни предвечности Сина, који се не рађа у редоследу временског следа, већ у поретку логичног, једном заувек датог дијалектичког структура.
У химнама 2, 3 и 4 хришћанска догматика напредује. Овде се директно говори о оваплоћењу Бога Логоса, о Пречистој Дјеви и о њеном рођењу Христа од Духа Светога (у Синесију се овде први пут појављује само име Христово). Ове химне више немају ништа заједничко са паганским неоплатонизмом првог, иако је однос Сина према свету карактерисан традиционалном неоплатонском схемом, односно као творевине засноване на идејама које је Син позајмио из недра Очевог.
Коначно, химне 6 до 10 више не садрже никаква неслагања са православним хришћанством. Овде су остале само неке митолошке слике које више немају никакво филозофско значење и служе за лепоту говора. Стил ових химни је искључиво молитвени.

### Трактат о сновима
Синезије је био аутор расправе „О сновима” („Περι ενυπνιων λογος”), једног од најбољих дела на ову тему коју су написали учитељи цркве. Синезије је снове сматрао изузетно важним извором у разумевању човека. Веровао је да снови могу да уздигну људски дух до највиших сфера, како би стекли истинско разумевање мистерија космоса. Синесијус је признао да се снови могу користити за предвиђање будућности, иако је упозорио на претерано и слепо поверење у разне врсте књига снова, јер је свака особа потпуно јединствено биће. Поред тога, Синесије је саветовао да водите лични дневник - такозвану „ноћну књигу“, у коју ћете тачно и брзо бележити своје снове.

### Есеји
Сачувана су следећа Синезијева дела:
- „Περι βασιλειας, εις τον αυτοκρατορα Αρκαδιον” – апел цару Аркадију, („О царској власти”);
- „Διων η περι της καθ’ εαυτον διαγωγης“, у коме Синезије бележи своју одлуку да се посвети правој филозофији;
- „Φαλακρας εγκωμιον” („Похвала ћелавој глави”), пародија на „Похвалу косе” Диона Хризостома;
- „Αιγυπτιος η περι προνοιας λογοι δυο“, у два дела (познато и као „Приче о Египту“);
- „Περι ενυπνιων λογος”, расправа о сновима;
- „Καταστασις, ρηθεισα επι τη μεγιστη των βαρβαρων εφοδω, ηγεμονευοντος Γενναδιου, και Δουκος οντος Ιννοκεντιου“ преведен на латински под насловом „Катастаза“, опис пада римске Киренаике;
- „Καταστασις“, преведено на латински под насловом „Цонститутио“;
- 159 писма;
- 10 химни;
- 2 беседе;
- „Προς Παιονιον υπερ του δωρου αστρολαβιου λογος”, есеј о производњи и употреби астролаба.[тражи се извор]
- Није сачувано:
- водич за узгој паса;